# Mystor – Der Todesjäger II
Mystor – Der Todesjäger II (Originaltitel: Deathstalker II) ist ein 1987 produzierter US-amerikanisch-argentinischer Barbarenfilm aus dem Genre der Fantasyfilme. Der Film stellt die Fortsetzung von Der Todesjäger (Originaltitel: Deathstalker) von 1983 dar. Mit zwei weiteren Nachfolgern (Deathstalker III und Deathstalker IV) bildet er somit den zweiten Teil einer Tetralogie. Der Film kam nicht in die deutschen Kinos und wurde ab November 1987 auf VHS vertrieben.

## Handlung
Mystor, ein in vielen Kampftechniken versierter Barbar, der über einen ausgeprägten Sinn für Humor und Lebensqualität verfügt, trifft eines Tages auf Evie. Sie ist eine gestürzte Prinzessin, die von dem hinterlistigen Magier Jarek aus dem Königreich vertrieben wurde, das sie erben sollte. Gemeinsam begeben sie sich auf die Reise dorthin zurück, bewältigen auf dem Weg magische Hindernisse und kämpfen gegen dem Kannibalismus verfallene Amazonen, bis sie an ihrem Ziel angelangt sind. Mystor gelingt es, in einem finalen Duell Jarek zu besiegen und als Ehemann an Evies Seite Recht und Ordnung im Reich wiederherzustellen.

## Kritik
„Ein muskelbepackter Held verhilft der Prinzessin eines Fantasiereiches, die von einem bösen Zauberer vertrieben wurde, im Kampf gegen übernatürliche Mächte und menschenfressende Amazonen zu ihrem Recht, worauf er ihr Gemahl werden kann. Fantasy-Abenteuer, das seine dünne Märchengeschichte als drastischen Actionfilm erzählt.“

## Hintergrund
- Drehort war Argentinien. Der Film enthält ausschnittsweise wiederverwendete Szenen seines Vorgängers.[2]